# Christoph Henning
Christoph Henning (* 1973 in Salzgitter) ist ein deutscher Philosoph und Hochschullehrer. 

## Leben
Henning wurde 2003 an der TU Dresden promoviert. 2004 bis 2006 war er Assistent in der Kulturwissenschaft an der Zeppelin Universität in Friedrichshafen, 2006 bis 2009 war er Assistent am Fachbereich Philosophie der Universität St. Gallen. Er habilitierte sich 2014 an der Universität St. Gallen. Er ist seit 2014 Privatdozent an der Universität St. Gallen und Junior-Fellow am Max-Weber-Kolleg an der Universität Erfurt. 2015 vertrat er zudem den Lehrstuhl für Kulturtheorie und -analyse an der Zeppelin Universität Friedrichshafen.
Henning erhielt 2016 den Erfurter Max-Weber-Preis und wurde an der Staatswissenschaftlichen Fakultät der Universität Erfurt 2018 mit einem 3. Platz beim Preis der guten Lehre ausgezeichnet.
Seit 2023 ist er Professor für Philosophie und Humanismus an der University of Humanistic Studies in Utrecht. 
Der Schwerpunkt seiner Arbeit liegt im Bereich der politischen Philosophie und der Sozialphilosophie.

## Veröffentlichungen (Auswahl)
- Philosophie nach Marx. 100 Jahre Marxrezeption und die normative Sozialphilosophie der Gegenwart in der Kritik, Bielefeld 2005. Übersetzt als Philosophy after Marx. 100 Years of Misreadings and the Normative Turn in Political Philosophy, Brill: Boston/Leiden 2014, Paperback 2015.
- mit Dieter Thomä und Olivia Mitscherlich (Hrsg.): Glück: Ein interdisziplinäres Handbuch, Stuttgart, Metzler 2011.
- (Hrsg.): Gottfried Salomon-Delatour: Schriften. Reihe: Klassiker der Sozialwissenschaften, Wiesbaden, VS-Verlag 2011.
- mit Dieter Thomä und Hans Bernhard Schmid (Hrsg.): Social Capital, Social Identities: From Ownership to Belonging, De Gruyter; Berlin/New York 2014.
- Freiheit, Gleichheit, Entfaltung: Die politische Philosophie des Perfektionismus, Frankfurt/M. 2015.
- Theorien der Entfremdung zur Einführung, Hamburg 2015.
- Marx und die Folgen, Stuttgart 2017.
- mit Hartmut Rosa (Hrsg.): The Good Life Beyond Growth: New Perspectives, Routledge 2017.
- mit Hartmut Rosa und Arthur Bueno (Hrsg.): Critical Theory and New Materialisms, Routledge 2021.